# Clelia langeri
Clelia langeri är en ormart som beskrevs av Reichle och Embert 2005. Clelia langeri ingår i släktet Clelia och familjen snokar. Inga underarter finns listade i Catalogue of Life.
Arten förekommer i departementet Santa Cruz i östra Bolivia. Honor lägger ägg.